# Trotsky Icepick
Trotsky Icepick war eine US-amerikanische Indie-Rockband aus Los Angeles. Sie war von Mitte der 1980er Jahre bis 1993 aktiv. Während dieser Zeit veröffentlichte sie sechs Alben auf SST Records. Ihre Mitglieder spielten zuvor in Indie-Bands wie The Last, Urinals (100 Flowers), Middle Class und The Leaving Trains.
Der Name Trotsky Icepick bezog sich auf den russischen Revolutionsführer Trotzki, der 1940 von einem Attentäter mit einem Eispickel erschlagen wurde.

## Diskografie
- Poison Summer (1986)
- Baby (1988)
- Danny & The Doorknobs (1989)
- El Kabong (1989)
- The Ultraviolet Catastrophe (1991)
- Carpetbomb the Riff (1993)